# ルネサンス大阪高等学校
ルネサンス大阪高等学校（ルネサンスおおさかこうとうがっこう）は、大阪府大阪市北区にある私立（株式会社立）の通信制高等学校。設置者はブロードメディア株式会社。グループ校にルネサンス高等学校、ルネサンス豊田高等学校がある。総称してルネサンス高校グループと呼ばれる。

## 概要
2013年8月9日、大阪府と大阪市が共同で5月17日に申請していた教育特区申請が認可され、株式会社による学校の設置・運営が可能になった。それに基づき、茨城県・愛知県で通信制高校を運営するルネサンス・アカデミー株式会社が同校の設置を申請、府私立学校審議会特別委員会により、教育条件の整備などの一定条件を付した上で認可を受け、2014年4月、府内初の株式会社運営の通信制学校として開校。ルネサンス高等学校（2006年開校）のグループ校である。
定員は3000人。スマートフォンやタブレット端末、PCを活用した遠隔授業が特徴ICT教育に力を入れている。教科書を解説する動画を見ながら、出題された問題の解答を送信、教師による添削・解説が受けられる仕組みとなっている。年間7～9日程度のスクーリングがあり、通常の授業を始め、実験・英語を集中して学習するなど、分野に特化した課外活動も行っている。校内には簡単な運動スペースや図書室、保健室も存在する。
2020年2月19日、運営会社のルネサンス・アカデミー株式会社がブロードメディア株式会社と合併した旨の公示が出された。なお、これに先立ち、大阪府私立学校審議会の令和元年12月定例会で「ルネサンス大阪高等学校の設置者変更の件」等が審議され、「適当である」と答申されている。

## 沿革
- 2014年（平成26年）
  - 4月 - 大阪府及び大阪市（内閣総理大臣から「教育特区」の認定）から認可を受け開校。
  - 4月1日 - eラーニング「ルネさんすう」を配信。同年10月に一般向けにも公開。
- 2015年（平成27年）4月1日 - レポート動画に『NHK高校講座』のコンテンツを導入。
- 2016年（平成28年）4月1日 - スタディサプリ（リクルート）を教材として導入。
- 2018年（平成30年）4月1日 - 日本初の高等学校によるEスポーツコース開講。
- 2019年（平成31年）4月1日 - 梅田eスポーツキャンパスを開校。
- 2022年（令和4年）4月1日 - なんばeスポーツキャンパスを開校。

## 著名な出身者・在校生
- 岩野桃亜（フィギュアスケート選手）[9]
- 福富つき（元Popteen専属モデル兼MAGICOURメンバー、Billlieメンバー）
- 大里春菜（Billlieメンバー）
- あみか（Team48メンバー）